# Villa Crespi (Orta San Giulio)

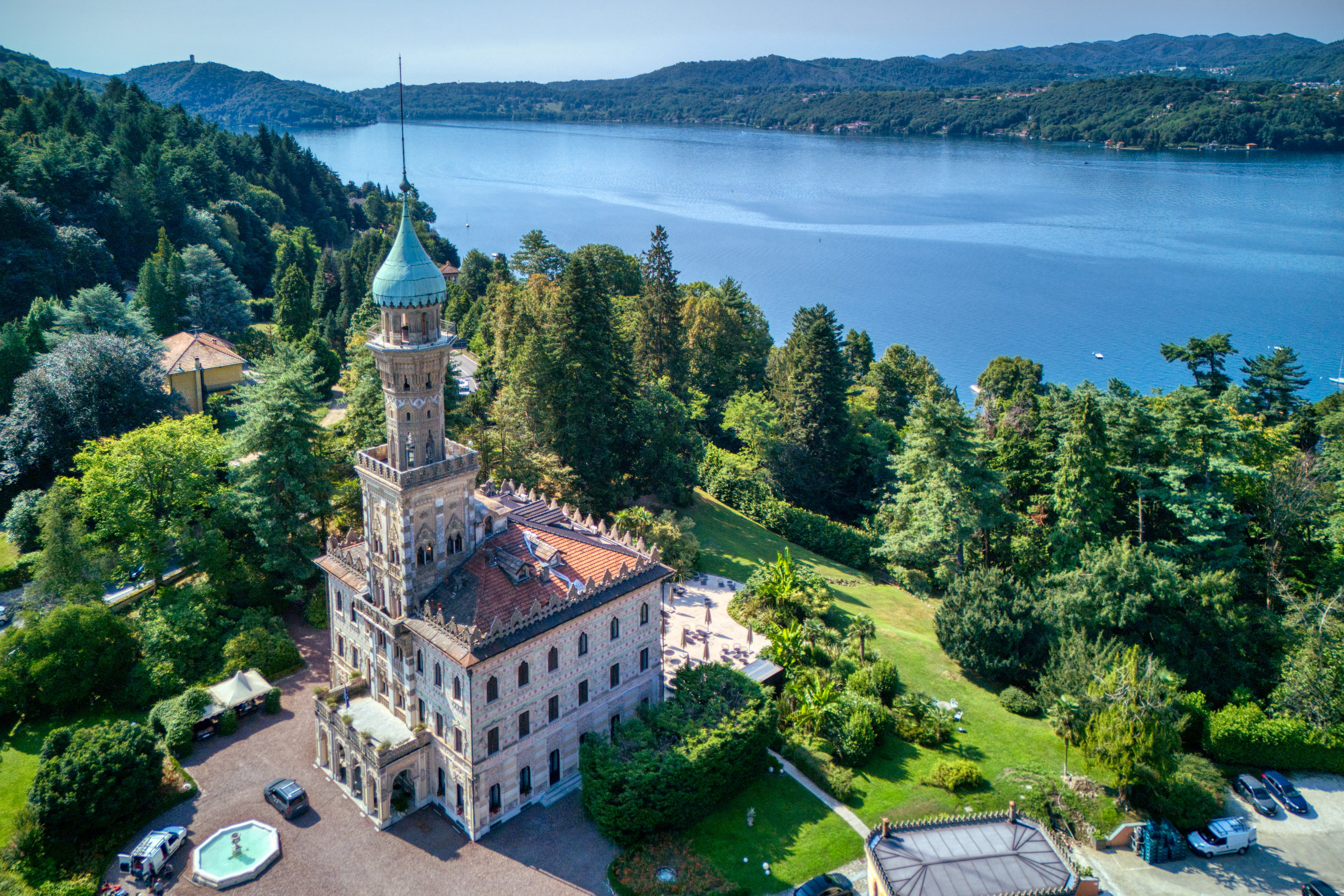
Villa Crespi

Die Villa Crespi in Orta San Giulio (Piemont) ist ein 1879 als Landsitz des italienischen Baumwollindustriellen Cristoforo Benigno Crespi errichteter Wohnsitz im Maurischen Stil.
Der durch seinen in der Art eines Minaretts gestalteten Turm weithin sichtbare Bau ist ein Beispiel für orientalisierende Architektur in Italien. Sein Erbauer, der auch die Industriesiedlung Crespi d’Adda errichten ließ, soll diesen Stil als Zeichen seiner Verbundenheit mit dem Orient, speziell mit Bagdad, gewählt haben. Vor allem unter Crespis Sohn Silvio Benigno Crespi (1868–1944), bis 1929 einer der einflussreichsten Industriemagnaten Italiens, und unter den Folgebesitzern, den Marchesi Fracassi di Torre Rossano wurde die Villa Treffpunkt der aristokratischen, industriellen und politischen Oberschicht des Landes.
Heute befindet sich in der Villa ein kleines Luxushotel.